# 5-Iodvanillin
5-Iodvanillin ist eine organisch-chemische Verbindung aus der Gruppe der Benzaldehyde und ein Iodderivat von Vanillin, dem Hauptaromastoff der Gewürzvanille.

## Darstellung
5-Iodvanillin kann ausgehend von Vanillin durch Umsetzung mit Iod hergestellt werden. Dazu wird das Vanillin iodiert, anschließend kann das 5-Iodvanillin aus dem Reaktionsgemisch abgetrennt werden:
Alternativ kann 5-Iodvanillin durch Umsetzung von Vanillin mit Kaliumiodid und Natriumhypochlorit als Oxidationsmittel hergestellt werden. Das Iodsalz wird dabei zu elementarem Iod oxidiert und setzt das Vanillin gleichzeitig zu 5-Iodvanillin um.

## Verwendung
5-Iodvanillin kann zur Herstellung von Syringaldehyd weiterverwendet werden.